# 乌拉泊水电站
乌拉泊水电站位于中华人民共和国新疆维吾尔自治区天山区，地处乌鲁木齐河上游，是新疆最早建成的现代化水力发电站。水电站于1955年投入使用，装机三组800千瓦机组。乌拉泊水电站最初被称为迪化水电厂，也使用过乌拉泊发电厂等名。先后隶属于新疆军区电业局、新疆电力（业）管理局、新疆水利厅等。1970年起隶属新疆重工业局，由红雁池发电厂管理。水电站1982年停止发电，设备封存。2007年成为新疆维吾尔自治区文物保护单位。

## 历史
1951年，中华人民共和国燃料工业部同新疆省水利局对新疆省境内的水力发电资源进行勘查后，拟订了开发乌拉泊水电站的计划。10月，新疆军区与燃料工业部水力发电工程局签订规划设计合同，新疆省水利局承担水电站的勘查工作，水力发电工程局设计处负责水电站建筑的设计，并负责渠道选线的工作。水电专家蔡定一参加并主持乌拉泊水电站的设计工作。新疆省水利局负责渠线的施工以及木质渡槽的设计。燃料工业部水力发电建设总局建造司负责电机装备的设计。水木工程由新疆军区军工部和工程处负责，新疆军区曾派超200人赴天津市、牡丹江市等地学习火电、水电技术。省水利局负责技术管理及施工现场指导。
1951年10月，乌拉泊水电站建设工程正式开工，次年10月，乌拉泊水电站水土工程已完成九成，大部分机电设备也运抵现场。然而此时，水电站建设工程由军区移交地方，而地方上因为没有制定相关基建计划而停工。1953年7月，燃料工业部投资67亿元旧人民币后，乌拉泊水电站建设工程得以继续。然而在同年的8月3日，乌鲁木齐河突发洪水，洪水冲垮了乌拉泊水电站的防洪堤，大量洪水涌入厂房，厂房内未安装的设备被洪水浸泡，导致其无法被安装，这次洪水导致乌拉泊水电站建设工程损失45亿元。洪水过后燃料工业部追加投资129亿元，乌拉泊水电站建设工程得以复工。乌拉泊水电站原定1954年10月竣工，然而因为发电机定子的铁损不合格，定子的更换延误了工程进度。直到1955年9月23日，水电站具备部分试运行条件，并开始试电，同年10月1日，新疆维吾尔自治区成立时，乌拉泊水电站正式并网，向乌鲁木齐开始输电。乌拉泊水电站投产后，与同时期修建的苇湖梁发电厂组建成了乌鲁木齐电网，这也是新疆首个现代化电网。其发电量占当时全新疆电力三分之一。1981年乌拉泊水电站全年发电量达到了464万千瓦小时。1982年因渠道渗漏、设备质量、发电成本高等原因水电站停止运行，设备封存。
2007年，乌拉泊水电站被列为新疆维吾尔自治区文物保护单位。但并未得到良好的保护，2010年，厂房的门窗都被砖头或者铁丝网堵住。但因是水电站设备封存不是拆除，不只是体积偏大的设备没拆，甚至变压器桩头上的铜电线都没取下来。当时，变压站围护栏已被撕开长1米，宽80厘米的洞。变压器桩头上的铜线仅剩几根，厂房的一个窗户被开了一个洞，偌大的发电机静静地端坐在厂房中间，靠墙的配电箱只剩一个外壳。水轮机淹没在积水中，半山腰的闸室内空无一物，外面变成了露天厕所。2012年，新疆维吾尔自治区人民政府办公厅对各自治区重点文物保护单位划定了保护建设控制地带，乌拉泊水电站的保护范围以水电站建筑外墙、栅栏以及水电站管道为基准向外扩展10米。建设控制地带为，东侧、北侧和西侧以保护范围为准向外扩展50米，南侧以铁路线向北30米和土坎为准。

## 水电站
乌拉泊水电站位于乌拉泊水库北侧的采石场石墩子山脚下。进水口、闸室、压力钢管、厂房、开关站等设施组成了乌拉泊水电站。站内主要设备是变电器以及哈尔滨电机厂制造的第一批水轮发电组。乌拉泊水电站渠首有一座长72米，高2.5米的混凝土滚水坝，在水电站还在运营的时候，滚水坝滚水量300立方米每秒。左侧为170米土坝，右侧为排沙闸以及6.6公里的引水渠。在水电站还在运营的时候，引水渠为配合红雁池水库引水，断面过水能力约15立方米每秒。坝西有闸室、压力钢管、厂房及开关站。山上水渠到水电站有35米落差，最初山坡上用来从引水渠往电站注水的三根直径超过1.3米的压力输水管，以及引水渠与兰新公路相交处的渡槽均为松木所制，其原因为当时新疆钢铁水泥极为缺乏。直到1965年，才将木质压力输水管与渡槽改为钢筋混泥土结构。

## 相关链接
- 乌拉泊古城
- 乌拉泊街道
- 乌拉泊水库